# Фавр, Луи
Луи́ Фавр (фр. Louis Favre; 1824—1914) — французский публицист, архивариус сената. С 1847 по 1862 годы был секретарём французского политика и многократного министра Этьена-Дени Паскье, автор его биографии; оставил также воспоминания об этом периоде (Étienne-Denis Pasquier, 1767—1862. Souvenirs de son dernier secrétaire (с фр. — «Этьен-Дени Паскье, 1767—1862. Воспоминания его последнего секретаря»).  Кроме того, написал историческое сочинение под названием «Le Luxembourg, 1300—1882» (с фр. — «Люксембургский дворец, 1300—1882»), повествующее о происходивших там событиях.